# Charles Bigelow

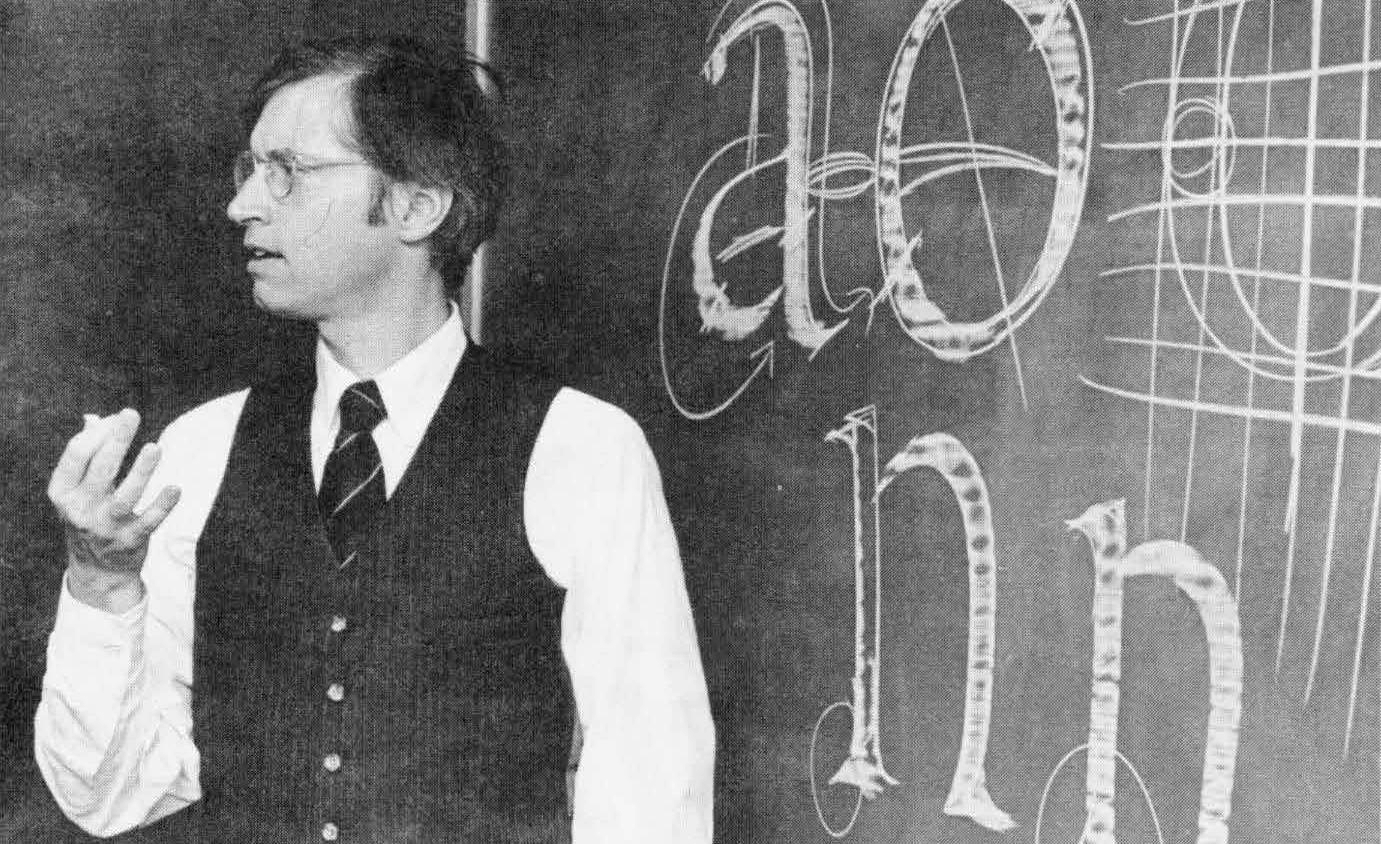
Charles Bigelow

Charles A. Bigelow (Detroit, 1945) is een Amerikaans letterontwerper. Hij was van 1982 tot 1997 hoogleraar in de digitale typografie aan de Stanford-universiteit. In 2006 werd hij dat ook aan de Rochester Institute of Technology.
Charles Bigelow begon samen met Kris Holmes de letteruitgeverij Bigelow & Holmes en ontwierp lettertypen voor Apple en Microsoft, waaronder (scherm)lettertypefamilie Lucida.
Lettertypen die ontworpen zijn door Bigelow zijn onder meer:
- Lucida Math (met Kris Holmes, 1993)
- Lucida Sans (met Kris Holmes, 1985)
- Lucida Typewriter Sans (met Kris Holmes, 1985)
- Lucida Serif (met Kris Holmes, 1993)